# اسلاف (یمن)
 اسلاف  به عربی ( الأسلاف )، روستایی است در دهستان اتام از توابع استان ذَمار در کشور یمن در شبه جزیره عربستان.

## جمعیت
جمعیت آن (۹۰ ) نفر (۹ خانوار) می‌باشد.